# پلست

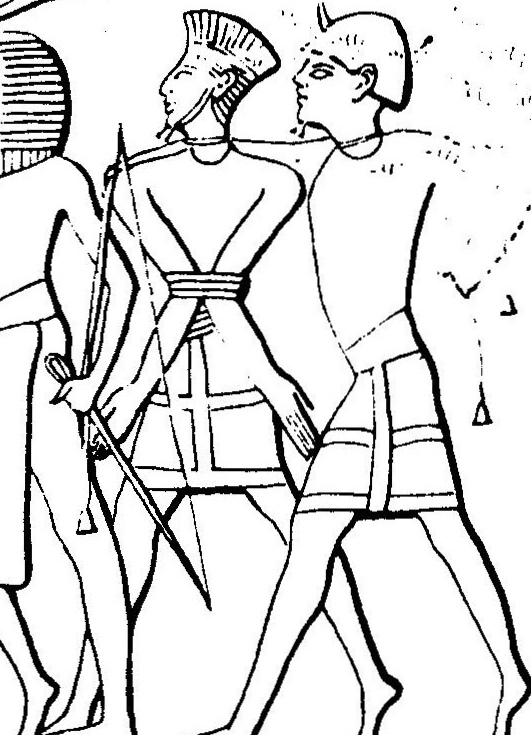
تصویری در معبد هابو از یک نفر از قوم پلست و یک زندانی از قوم شردن که توسط یک سرباز مصری به فرماندهی رامسس سوم هدایت می‌شوند،

پِلِسِت (مصری باستان: pwrꜣsꜣtj)، پولاساتی مردمانی بودند که در اسناد تاریخی و شمایل‌نگاری‌های پراکنده در مصر باستان از مدیترانه شرقی، در اواخر هزاره دوم پیش از میلاد ظاهر شده‌اند. فرض بر این است که آنها یکی از چندین گروه قومی بوده‌اند که گفته می‌شود مردمان دریایی مهاجم از آنها تشکیل شده‌اند. امروزه، مورخان عموماً پلست را با فلسطینیان یکی می‌دانند.

## سوابق
اسناد و مدارک بسیار کمی، چه در مورد پِلِسِت‌ها و چه در مورد سایر گروه‌هایی که به عنوان مردمان دریایی فرض می‌شوند، وجود دارد. یکی از گروه‌هایی که در نبرد دلتا حضور داشتند، پِلِسِت‌ها بوده‌اند؛ پس از این برهه از زمان، «مردمان دریا» به‌طور کلی از اسناد تاریخی ناپدید شدند و پِلِسِت‌ها نیز از این قاعده مستثنی نبودند. شواهد باستان‌شناسی از مهاجرت پلست‌ها از دریای اژه به جنوب شام حکایت می‌کند.
پنج منبع شناخته شده در این خصوص در زیر آمده است:
پنج منبع شناخته شده در این خصوص در زیر آمده است:
- حدود سال ۱۱۵۰ پ.م. در معبد مرداب رامس سوم:

این منبع ثبت کرده است که گروهی به نام P-r-s-t (که معمولاً Peleset خوانده می‌شود) از جمله قبیله‌هایی بودند که علیه مصر در زمان حکومت رامس سوم جنگیدند.
- حدود سال ۱۱۵۰ پ.م. — پاپیروس هاریس اول:

در این سند مهم مصری، رامس سوم مدعی می‌شود:
«من تمام مرزهای مصر را گسترش دادم؛ کسانی که به سرزمین‌های ما حمله کردند را شکست دادم. دِنیِن را در جزایرشان کُشتَم، تِکِل و پلِسِت (Pw-r-s-ty) را به خاکستر تبدیل کردم.»
- حدود سال ۱۱۵۰ پ.م. — سنگ‌نوشته رتوری رامس سوم:

این سنگ‌نوشته نیز اشاره‌ای رمزی به جنگ با قبیله‌های دریایی دارد که شامل پلیست نیز می‌شود.
- حدود سال ۱۰۰۰ پ.م. — فهرست آمنوپه (Onomasticon of Amenope):

این فرهنگ لغات اداری و جغرافیایی مصر باستان، نام شردن (Sherden)، تجکر (Tjekker)، پلِسِت (Peleset) و خارما (Khurma) را در فهرستی از قوم‌ها و ملل ذکر می‌کند.
- حدود سال ۹۰۰ پ.م. — مجسمه پدی‌ایسِت (Padiiset's Statue)، خط‌نوشته:

این مجسمه حاوی خط‌نوشته‌ای است که در آن از یک سفیر از کنعان یاد شده است که از پلست (Peleset) نیز نام برده می‌شود. این اثر شاهدی است بر ادامه حضور پلست‌ها در منطقه کنعان در آن دوره.
در برخی از ترجمه‌های کتاب مقدس عبری (خروج ۱۵:۱۴)، کلمه پالاست برای توصیف فلسطینیان یا فلسطینا استفاده شده است. در کتاب مقدس شاه جیمز، به صورت فلسطین ترجمه شده است.

## هویت و خاستگاه

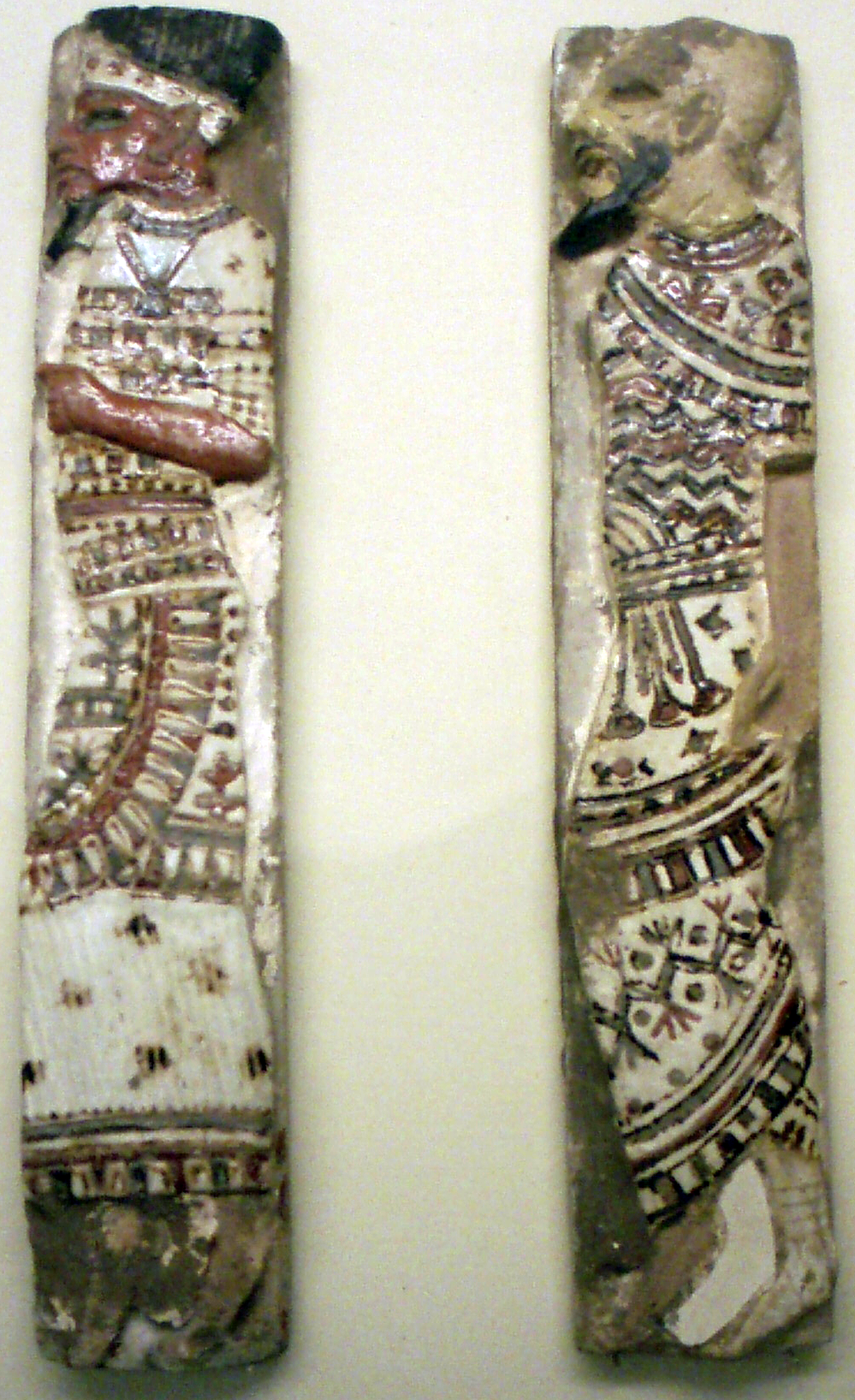
یک «کاشی زندانی» از رامسس سوم که یک پِلِسِت (چپ) و یک آموری (راست) را به تصویر می‌کشد

امروزه، مورخان عموماً پلست‌ها را با فلسطینی‌ها یکی می‌دانند. ریشه‌های پِلِسِت، مانند بسیاری از مردمان دریا، مورد توافق جهانی نیست - با این اوصاف، محققان عموماً به این نتیجه رسیده‌اند که بخش عمده‌ای از این طوایف در منطقه وسیع‌تر اروپای جنوبی، از جمله غرب آسیای صغیر، دریای اژه و جزایر مدیترانه ریشه دارند.
به همین ترتیب، طوایف مردمان دریا با حکومت‌های مختلف مدیترانه‌ای یکی شناخته شده‌اند: اکوش با آخایی‌ها، دنین با داناآن‌ها، لوکا با لیکیان‌ها، شِکِلِش با سیکل‌ها، شِردن با ساردینی‌ها و غیره.
منابع قدیمی‌تر گاهی اوقات پِلِسِت‌ها را با پِلاسگی‌ها یکی می‌دانند. با این حال، این شناسایی مشکلات متعددی دارد و معمولاً توسط محققان مدرن نادیده گرفته می‌شود. یک مسئلهٔ مهم، مشکلات ریشه‌شناسی تبدیل «g» در «Pelasgians» به «t» در ترجمهٔ مصری است، به‌ویژه که نام داخلی فلسطینی از قبل با شکل PLST مطابقت داشت و بنابراین نیازی به چنین اصلاحی برای تبدیل شدن به Peleset در زبان مصری نداشت.
یان درسن مورخ اشاره کرده است که نام پِلِسِت باید به عنوان یک نام قومی برای ساکنان شهر عصر برنز پیلا در قبرس شناسایی شود، که او خوانش خطی ب را برای آن به صورت *pu-ra-wa-tu/Pyla-wastu بازسازی می‌کند. درسن اظهار می‌کند که مهاجرت پِلِسِت‌ها به شام می‌تواند با اشغال و ترک پیلا مرتبط باشد، که در حدود بازه زمانی توصیف شده توسط نقش برجسته‌های مدینت هبو رخ داده است.